# Население на Филипините
Населението на Филипините към 1 май 2020 г. според преброяването от същата година е 109 035 343 души.

## Възрастов състав
(2011)
Гъстота на населението е 355,3 д./ кв. км
- 0 – 14 години: 34,6% (мъже 17 999 279/ жени 17 285 040)
- 15 – 64 години: 61,1% (мъже 31 103 967/ жени 31 097 203)
- над 65 години: 5,3% (мъже 1 876 805/ жени 2 471 644)

## Етнически състав
Филипините имат многобройни и различни етнически групи (според някои 175 на брой), като към най-големите спадат висайците, тагалите, илоките и биколите. Чуждите граждани представляват много малка част от населението, като най-многобройни са имигрантите от Азия.

## Религия
(2015)
- 80,6% – римокатолици
- 10,8% – протестанти
- 5,6% – мюсюлмани
- 83% – християни

## Език
Официални езици са филипински и английски. Освен тях има още 134 местни езика.